# Akademia im. Ștefana Gheorghiu
Akademia im. Ștefana Gheorghiu, Akademia Kształcenia Społeczno-Politycznego im. Ștefana Gheorghiu KC KPR (Academia de învățămînt social-politic Ștefan Gheorghiu de pe lîngă CC al PCR) – istniejąca w latach 1945–1989 uczelnia Komitetu Centralnego Komunistycznej Partii Rumunii o statusie akademickim, utworzona przez Rumuńską Partię Komunistyczną w celu szkolenia kadr kierowniczych i frontu ideologicznego.

## Historia
Została powołana w 1945 jako Uniwersytet Robotniczy KPR (Universitatea Muncitorească a PCR) z siedzibą w Bukareszcie. W 1946 nadano jej imię socjaldemokraty Ștefana Gheorghiu.
Akademia im. Ștefana Gheorghiu została rozwiązana po rewolucji rumuńskiej w 1989.

## Kolejne nazwy uczelni
- Wyższa Szkoła Partyjna im. Ștefana Gheorghiu (Școala Superioară de Partid "Ștefan Gheorghiu") (1952-1966),
- Akademia Nauk Społeczno-Politycznych im. Ștefana Gheorghiu (Academia de științe Social-Politice "Ștefan Gheorghiu") (1966-)[3],
- Akademia Kształcenia Społeczno-Politycznego i Doskonalenia Kadry Kierowniczej im. Ștefana Gheorghiu przy KC KPR (Academia pentru învățământ social-politic și perfecționarea cadrelor de conducere „Ștefan Gheorghiu” de pe lângă C.C. al P.C.R.) (1971-)[4],
- Akademia Kształcenia Społeczno-Politycznego im. Ștefana Gheorghiu (Academia de învățămînt social-politic Ștefan Gheorghiu) (1986-1989).

## Podział organizacyjny
- Wydział Kształcenia Kadr Partyjnych,
- Wydział Kształcenia Kadr Zarządzania Gospodarką oraz Administracją Państwową.

## Rektorzy
- 1945-1948 – Barbu Lăzăreanu[5]
- 1970-1972 – Miron Constantinescu[5]
- 1972-1981 – Leonte Răutu[5]
- 1981-1989 – Dumitru Popescu[5]

## Siedziba
Mieściła się w budynku z 1975 (proj. Constantin Rulea, Mircea Anania, Octav Dumitriu) przy Bulevardul Armata Poporului 1-3 (obecnie Bulevardul Iuliu Maniu), który obecnie zajmowany jest przez Wydział Elektroniki, Telekomunikacji i Technologii informatycznych Politechniki Bukaresztańskiej (Facultatea de Electronică, Telecomunicații și Tehnologia Informației, Universitatea Politehnica din București).